# 弱音节
弱音节属于英语单词四个音节（开音节、闭音节、轻音节、弱音节）之一。
弱音节不像重读音节那样紧张、清晰、准确，弱音节较随意、模糊、放松。弱音节相对于重读音节，便是不重要音节。弱读存的意义便在于省力、休息、过渡、流畅。弱读分为长弱与短弱。
弱音节包括长弱音节和短弱音节。

## 长弱音节
长弱音节指的是，由于-r字母（当r后为辅音时）使弱音拉长，这便使得原来的弱音具有了像重读开音节一样的长音。如：girl 、 bird 、 burn 、 berg属于此类。

## 短弱音节
短弱音节指的是，没有-r字母，或者-r-字母后紧跟其他元音（单词末尾不发音e也算作元音，如culture），此时r字母成为与其后元音拼读的辅音字母。